# صامويل جونسون
صأمويل جونسون Samuel Johnson (بالفرنسية: Samuel Johnson)‏، من مواليد 25 يناير 1984 في غينيا، لاعب كرة قدم غيني.
بدأ مسيرته الكروية مع نادي بلدية المحلة المصري، وفي عام 2007 انتقل إلى نادي الإسماعيلي المصري.
و هو يلعب مع منتخب غينيا لكرة القدم منذ عام 2007.

## روابط خارجية
- صامويل جونسون على موقع قاعدة بيانات كرة القدم.إي يو (الإنجليزية)
- صامويل جونسون على موقع ناشيونال فوتبول تيمز (الإنجليزية)